# Di che talento sei?
Di che talento sei?  è un programma condotto da Maurizio Costanzo con la collaborazione di Enrico Vaime trasmesso ogni sabato, in seconda serata, dal 12 novembre 2011 su Rai1.

## La trasmissione
Nel programma si punta l'attenzione sulla televisione di oggi e quella di ieri, con uno sguardo ai vari personaggi protagonisti della televisione italiana.
Inoltre durante la trasmissione sarà presentato un nuovo talento che aspira a divenire un personaggio famoso.

### Prima edizione
La prima edizione del programma è terminata sabato 28 aprile 2012.